# Фабрицио Колона
Фабрицио Колона (итал. Fabrizio Colonna, 1450–1515) био је италијански кондотијер и војсковођа.

## Живот и рад
У првом италијанском рату (1494-1516) учествовао је као високи заповедник на шпанској страни у многим биткама: код Черињоле (1503), Равене (1512). Војнички углед који је Колона уживао, навео је Макијавелија да га учини једном од главних личности са којима дискутује у својим расправама о ратној вештини.